# Eretmosaurus rugosus
L'eretmosauro (Eretmosaurus rugosus) è un rettile marino estinto, appartenente ai plesiosauri. I suoi resti sono stati ritrovati in strati del Giurassico inferiore (Sinemuriano, circa 190 milioni di anni fa) in Inghilterra. 

## Descrizione
Per certi versi l'eretmosauro assomigliava molto al più noto Plesiosaurus, suo contemporaneo. Le maggiori dimensioni e il collo più lungo, però, lo distinguono da quest'ultimo. L'eretmosauro era lungo anche 7 metri, anche se l'esemplare meglio conservato (uno scheletro completo ma privo di cranio) non doveva superare i 5 metri. Le vertebre di Eretmosaurus possedevano una superficie notevolmente rugosa, eccezion fatta per le parti articolari. In realtà questa caratteristica, che si riteneva essere una caratteristica esclusiva di Eretmosaurus, è stata poi riscontrata in altri plesiosauri ed è probabilmente dovuta all'ontogenesi.

## Classificazione
I primi fossili attribuiti a questo animale vennero descritti da Richard Owen nel 1840 sotto il nome di Plesiosaurus rugosus; erano tuttavia vertebre isolate, dal caratteristico aspetto "rugoso". Lo stesso Owen, nel 1865, attribuì alla medesima specie uno scheletro completo, privo di cranio. Fu però Harry Govier Seeley, nel 1874, ad attribuire questo scheletro a un genere nuovo, Eretmosaurus appunto, e quindi a coniare il nome Eretmosaurus rugosus sulla base di questo fossile. La confusione tassonomica fu notevole: solo nel 1994 Brown e Bardet richiesero alla International Commission on Zoological Nomenclature di istituire come olotipo di Eretmosaurus lo scheletro senza testa, e non le vertebre isolate (peraltro non diagnostiche).
Il collo eccezionalmente lungo (le vertebre cervicali erano oltre 35) pone Eretmosaurus come un possibile antenato dei successivi elasmosauri, che dominarono la scena nei mari del Cretaceo (Bardet, 1995). Le vertebre, in ogni caso, sono più corte di quelle degli elasmosauri cretacei. Altre ricerche (Brown, 1981) hanno considerato Eretmosaurus un plesiosauro basale, forse vicino alla differenziazione tra forme a collo lungo (plesiosauri veri e propri) e a collo corto (pliosauri). Ulteriori studi hanno avvicinato Eretmosaurus ai microcleididi (un gruppo di plesiosauri tipici del Giurassico inferiore), di cui questo animale era forse il più antico rappresentante (Benson et al., 2012).

## Paleobiologia
Con tutta probabilità l'eretmosauro utilizzava il suo lungo e flessibile collo come una fiocina, predando qualunque cosa gli capitasse a tiro e che potesse essere ingoiata intera. Principalmente le sue prede dovevano essere cefalopodi dal corpo molle e veloci pesci.

## Significato del nome
Il nome generico Eretmosaurus deriva dalla parola greca eretmos ("remo") e da sauros ("lucertola"), in riferimento alle potenti zampe trasformate in strutture simili a pagaie, presenti in tutti i plesiosauri. All'epoca della denominazione operata da Seeley, infatti, gli scienziati ritenevano che i plesiosauri "remassero" con le loro grandi pagaie; ricerche successive hanno invece indicato che questi animali nuotavano in un modo molto simile a quello dei leoni marini, usando una forma modificata di "volo" sott'acqua. L'epiteto specifico, rugosus, è in riferimento alle vertebre particolarmente corrugate.